# William Thomas Cosgrave

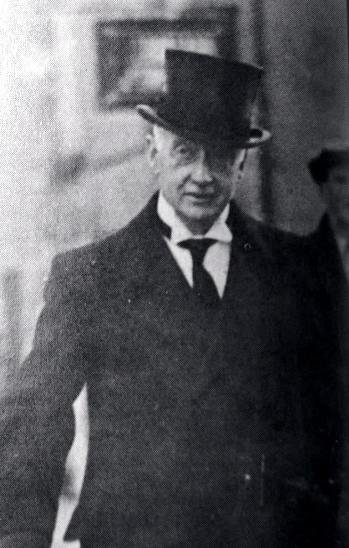
William Thomas Cosgrave

William Thomas Cosgrave, född 6 juni 1880, död 16 november 1965, var en irländsk politiker.
Cosgrave deltog i påskupproret 1916 och dömdes till livstids straffarbete men benådades vid den allmänna amnestin 1917. Vid ett fyllnadsval till brittiska parlamentet 1917 för Killkenny besegrade han som Sinn Féin-kandidat den nationalistiske kandidaten men tog ej säte i parlamentet. Vid fredsslutet 1921 anslöt sig Cosgrave till de moderata och blev i Arthur Griffiths regering 1922 minister för local government samt strax därpå medlem av den provisoriska regeringen. I augusti samma år övertog Cosgrave presidentposten efter Griffiths död och fick omedelbart därefter även efterträda Michael Collins som finansminister och ordförande för den provisoriska regeringen. Fristaten befann sig då i ett ytterst kritiskt läge på grund av inbördeskriget med de oförsonliga republikanerna, men med bistånd av inrikesministern Kevin O'Higgins och genom klokhet och drakoniska kraftåtgärder vilka i hårdhänthet åtskilligt överträffade de som den brittiska regimen på sin tid använt mot de upproriska, lyckades Cosgrave pacificera och organisera den unga fristaten, varvid en mängd av den brittiska regimens ämbetsmän, polismän och soldater fick anställning i den nya staten. Under sin tid som president, vilken räckte fram till slutet av mars 1930, var Cosgrave med om att genomföra "Shannonscheme" och lyckade även få förhållandena i Nordirland någorlunda ordnade.